# Iker Undabarrena
Iker Undabarrena Martínez (Górliz, Vizcaya, 18 de mayo de 1995) es un futbolista español que juega de centrocampista en el Johor Darul Takzim F. C. de la Superliga de Malasia.

## Trayectoria
Se inició como futbolista en 2005, con apenas diez años, cuando se unió a los alevines del Athletic Club. En la temporada 2012-13 promocionó al C. D. Basconia de la Tercera División, segundo filial del club bilbaíno. El 28 de noviembre de 2012, con 17 años, hizo su debut oficial con el primer equipo, sustituyendo a Igor Martínez en el minuto 77, en la victoria por 2-0 contra el Hapoel Ironi Kiryat Shmona en Liga Europa. Marcelo Bielsa, entrenador en aquel momento, le hizo debutar a pesar de que no había jugado con el Bilbao Athletic, primer filial del club.
En la temporada 2013-14 se incorporó al Bilbao Athletic, con el que logró el ascenso a Segunda División en 2015. En el filial vasco sufrió dos graves lesiones de rodilla (2015 y 2017) que le apartaron durante más de un año de los terrenos de juego. Sin embargo, eso no le impidió superar el centenar de partidos con el filial.
El 30 de junio de 2018, tras no ser renovado, quedó libre tras trece años en el club.El 3 de julio se incorporó al Club Deportivo Tenerife, dirigido por Joseba Etxeberria.
El 31 de agosto de 2020 firmó con el Centre d'Esports Sabadell, entonces equipo de la Segunda División.Después de un año en el club catalán, se marchó al C. D. Tondela de Primeira Liga. Con el equipo portugués descendió de categoría, pero consiguieron llegar a la final de la Copa de Portugal y disputar la Supercopa de Portugal.
El 26 de agosto de 2022 firmó por el C. D. Leganés.En su segundo año en el club pepinero consiguió un ascenso a Primera División, y, al finalizar la temporada, quedó libre.En agosto de 2024 se marchó a Malasia para jugar en el Johor Darul Takzim F. C.

## Clubes
| Club                     | País     | Año       | Partidos | Goles |
| ------------------------ | -------- | --------- | -------- | ----- |
| C. D. Basconia           | España   | 2012-2013 | 30       | 1     |
| Bilbao Athletic          | España   | 2013-2018 | 113      | 3     |
| C. D. Tenerife           | España   | 2018-2020 | 50       | 0     |
| C. E. Sabadell F. C.     | España   | 2020-2021 | 37       | 0     |
| C. D. Tondela            | Portugal | 2021-2022 | 35       | 2     |
| C. D. Leganés            | España   | 2022-2024 | 66       | 1     |
| Johor Darul Takzim F. C. | Malasia  | 2024-     |          |       |

## Palmarés

### Campeonatos nacionales
| Título           | Club                   | País   | Año  |
| ---------------- | ---------------------- | ------ | ---- |
| Segunda División | Club Deportivo Leganés | España | 2024 |